# Orgilus persimilis
Orgilus persimilis är en stekelart som beskrevs av Muesebeck 1970. Orgilus persimilis ingår i släktet Orgilus och familjen bracksteklar. Inga underarter finns listade i Catalogue of Life.